# Kæmpekalla
Kæmpekalla (Lysichiton) er en slægt med de to nævnte arter, der er udbredt i henholdsvis de stillehavsnære områder i USA og Canada og i det nordøstlige Asien inklusive den nordlige del af Japan. Det er løvfældende, flerårige urter med grundstillede blade og en kraftig, lodret jordstængel og rødder, som kan trækkes sammen. Bladene er oprette, stilkede og tykke. Bladpladen er smalt ægformet til elliptisk med en kort spids og fjerformede bladribber. Blomstringen foregår tidligt og før løvspringet. Blomsterne er samlet i en tyk kolbeformet stand, som er endestillet på en tyk, opret stængel, og som skærmes af et enkelt, farvet (gult eller hvidt) højblad. De enkelte blomster er 4-tallige, med manglende kronblade og gul-grønne bægerblade. Frugterne er bær med 1-4 frø.
| Beskrevne arter |

- Gul kæmpekalla (Lysichiton americanus)
- Hvid kæmpekalla (Lysichiton camtschatcensis)